# Éric Lombard
Pour les articles homonymes, voir Lombard.
Éric Lombard, né le 16 mai 1958 à Boulogne-Billancourt (Seine), est un chef d'entreprise et homme politique français.
Dirigeant de BNP Paribas Cardif de 2004 à 2013 puis directeur général de Generali France de 2013 à 2017, il est directeur général de la Caisse des dépôts et consignations à partir de 2017.
Il est ministre de l'Économie et des Finances au sein du gouvernement Bayrou depuis le 23 décembre 2024.

## Situation personnelle

### Origine familiale
Éric Lombard est le fils d'Alfred Lombard, cadre dirigeant aux Nouvelles Galeries, et d'Annie Lévy, graphologue et fille de Pierre Lévy, industriel ayant fondé à Troyes le groupe Devanlay.

### Formation
Éric Lombard est diplômé d’HEC Paris en 1981.

### Vie personnelle
Marié à une plasticienne, Françoise Carré, Éric Lombard est père de trois enfants.
En 2024, il déclare un patrimoine de 21 millions d’euros.

## Carrière professionnelle
À l'issue de ses études, il intègre la banque Paribas au département des affaires internationales, puis à la gestion financière[réf. nécessaire].

### Cabinet ministériel
En 1989, il devient conseiller technique pour le porte-parole du gouvernement au cabinet de Louis Le Pensec, alors également ministre des départements et territoires d'Outre-mer. En 1991, il est nommé conseiller auprès de Michel Sapin au ministère délégué à la Justice, puis au ministère de l'Économie et des Finances de 1992 à 1993.

### Dirigeant d'entreprises
En 1993, Éric Lombard réintègre Paribas, d'abord comme responsable des fusions et acquisitions dans les secteurs bancaire et de l'assurance. Il développe le département dédié aux institutions financières et se spécialise dans la banque d'affaires. Il poursuit son évolution après la fusion avec BNP en 2000, et devient en 2004 directeur général (DG) de BNP Paribas Assurance, filiale d’assurance unique de BNP Paribas, fusion de Natio Vie pour BNP et Cardif pour Paribas. Il en devient président directeur général (PDG) en 2006. Sous sa houlette, la filiale d’assurance — rebaptisée BNP Paribas Cardif en 2011 — triple sa taille et s’étend largement à l’international. Éric Lombard est récompensé par le titre d’assureur de l’année en 2011 par le Club des Assureurs.
De 2004 à 2007, il est le PDG de la holding Arts et Biens, gérant les actifs familiaux. En effet, ses grands-parents, Pierre et Denise Lévy, ont collectionné plus de 4 000 œuvres d’art, dont 2 000 sont léguées en 1976 à la ville de Troyes, où, en 1982, un musée d'art moderne est ouvert.
En octobre 2013, il quitte la direction de BNP Paribas Cardif pour devenir DG de Generali France. Il est également membre du Group Management Committee de Generali. En quatre ans, il redresse significativement la filiale française de l’assureur italien (+ 31% de résultat opérationnel sur la période 2014-2016), dont il devient également président en juin 2015. À partir de juin 2016, il est par ailleurs président d’Europ Assistance, filiale du Groupe Generali.
En février 2017, il devient président du comité EcoFin d’Insurance Europe, fédération européenne des assureurs et réassureurs. Il quitte ses fonctions de PDG de Generali France le 1er juin 2017. Jean-Laurent Granier lui succède[réf. nécessaire].

### Caisse des dépôts et consignations
Le 16 novembre 2017, alors que Pierre-René Lemas assure son propre intérim à la tête de l’institution depuis le 22 août, Éric Lombard est proposé par Emmanuel Macron pour lui succéder à la direction de la Caisse des dépôts et consignations (CDC), sur la base d’un projet visant à faire de la CDC l’institution financière du bien commun.
Sa nomination est soumise à l'approbation des commissions compétentes de l'Assemblée nationale et du Sénat. Elle est confirmée par un vote des sénateurs le 28 novembre 2017 et officialisée en conseil des ministres le 8 décembre. Son premier succès est de rassembler au sein d’une même structure les expertises de conseil et de financement de la CDC à destination des acteurs territoriaux sous une marque unique : la Banque des territoires.
Début 2019, il entame un projet de rapprochement entre le groupe CDC et le groupe La Poste, ainsi qu’une grande réorganisation dans le secteur de la banque et assurance avec le rapprochement de CNP Assurances et de La Banque postale, toujours dans une optique d’agir pour les territoires.

#### Controverse
Olivier Sichel, directeur général délégué de la Caisse des dépôts et consignations, démissionne le 1er janvier 2024 de la fonction publique et est réembauché le même jour par Éric Lombard, sous un contrat de droit privé, avec des avantages complémentaires, notamment et entre autres un très important parachute doré en cas de rupture de contrat de travail. Le montant de la rémunération d’Olivier Sichel atteint désormais le plafond applicable à celui des dirigeants d’établissements et d’entreprises publiques en vigueur, soit 450 000 € (450 000 €2024), alors qu'il est le numéro deux de la Caisse.

### Ministre de l'Économie et des Finances
Le 23 décembre 2024, il est nommé ministre de l'Économie et des Finances au sein du gouvernement Bayrou. Il succède à Antoine Armand à cette fonction.

### Autres engagements
En 1991, il adhère au Parti socialiste.
De 1995 à 2001, il est conseiller municipal de Fontenay-sous-Bois (Val-de-Marne).
Membre du Cercle des économistes, il est également cofondateur et trésorier jusqu'en 2017 des Gracques, groupe de réflexion socio-libéral français, qui était intervenu dans la campagne présidentielle de 2007 pour faire dialoguer Ségolène Royal et François Bayrou, initiative rejetée par la candidate PS.
En 2014, il est nommé administrateur de la banque publique d'investissement Bpifrance, dont il préside le comité d’audit et des risques,, puis en devient président du conseil d'administration en 2017.
Il conserve par ailleurs plusieurs engagements à Troyes, membre notamment du conseil stratégique de la South Champagne Business School et parrain de la promotion 2013.
Selon Romaric Godin, journaliste économique pour Médiapart, Éric Lombard a toujours défendu des positions néolibérales et austéritaires.

## Controverse
Le 18 juin 2025, le Canard enchaîné accuse le ministre de l’Économie d’avoir minimisé la valeur de ses possessions auprès de la Haute Autorité pour la transparence de la vie publique,, ce que le ministre dément. L'hebdomadaire satirique revient sur ses accusations une semaine plus tard, rappelant dans son numéro du 25 juin 2025 qu'Eric Lombard a bien suivi les règles de déclarations à la HATVP.
En juillet 2025, Éric Lombard est critiqué dans le cadre de la mise en œuvre de la loi dite « CumCum » contre la fraude fiscale sur les arbitrages de dividendes, adoptée par le Parlement français en 2024. La Direction générale du Trésor, sous son autorité, a introduit des exceptions substantielles via une instruction fiscale publiée le 26 juin 2025, réduisant considérablement la portée du texte initial. Plusieurs parlementaires, dont des rapporteurs du texte, et en particulier Jean-François Husson, rapporteur général de la commission des finances du Sénat, regrettent que ces modifications aient été apportées sans consultation préalable, ce qui, selon eux, affaiblit la lutte contre ces pratiques de fraude fiscale et « contourne la volonté du législateur ».

## Décorations
Le 29 mars 2013, Éric Lombard est nommé chevalier dans l'ordre national de la Légion d'honneur au titre de « président-directeur général du métier assurances d'un groupe bancaire ; 31 ans de services » puis fait officier le 12 février 2014. Il est promu au grade d'officier le 29 décembre 2023 au titre de « directeur général d'une institution financière publique ».

## Publication
- Au cœur de la finance utile. À quoi sert votre épargne ?, Éditions de l'Observatoire, 2022

## Pour approfondir